# Open Sud de France 2019
Open Sud de France 2019 là một giải quần vợt thi đấu trên mặt sân cứng trong nhà. Đây là lần thứ 32 giải đấu được tổ chức, và là một phần của ATP World Tour 250 của ATP Tour 2019. Giải đấu diễn ra tại Arena Montpellier ở Montpellier, Pháp, từ ngày 4 tháng 2 đến ngày 10 tháng 2 năm 2019.

## Nội dung đơn

### Hạt giống
| Quốc gia | Tay vợt               | Xếp hạng1 | Hạt giống |
| -------- | --------------------- | --------- | --------- |
| FRA      | Lucas Pouille         | 17        | 1         |
| BEL      | David Goffin          | 21        | 2         |
| CAN      | Denis Shapovalov      | 25        | 3         |
| FRA      | Gilles Simon          | 31        | 4         |
| GER      | Philipp Kohlschreiber | 32        | 5         |
| FRA      | Jérémy Chardy         | 35        | 6         |
| FRA      | Pierre-Hugues Herbert | 44        | 7         |
| FRA      | Benoît Paire          | 58        | 8         |

- 1 Bảng xếp hạng vào ngày 28 tháng 1 năm 2019.

### Vận động viên khác
Đặc cách:
- Ugo Humbert
- Denis Shapovalov
- Jo-Wilfried Tsonga

Vượt qua vòng loại:
- Matthias Bachinger
- Marcos Baghdatis
- Antoine Hoang
- Nicolas Mahut

Thua cuộc may mắn:
- Ruben Bemelmans
- Adrián Menéndez Maceiras

### Rút lui
- Richard Gasquet → thay thế bởi  Ivo Karlović
- Peter Gojowczyk → thay thế bởi  Thomas Fabbiano
- Vasek Pospisil → thay thế bởi  Evgeny Donskoy
- Cedrik-Marcel Stebe → thay thế bởi  Radu Albot
- Jiří Veselý → thay thế bởi  Ruben Bemelmans
- Mischa Zverev → thay thế bởi  Adrián Menéndez Maceiras

## Nội dung đôi

### Hạt giống
| Quốc gia | Tay vợt         | Quốc gia | Tay vợt                | Xếp hạng1 | Hạt giống |
| -------- | --------------- | -------- | ---------------------- | --------- | --------- |
| CRO      | Ivan Dodig      | FRA      | Édouard Roger-Vasselin | 61        | 1         |
| Hoa Kỳ   | Austin Krajicek | NZL      | Artem Sitak            | 78        | 2         |
| GBR      | Ken Skupski     | GBR      | Neal Skupski           | 84        | 3         |
| MDA      | Radu Albot      | ESP      | Marcel Granollers      | 90        | 4         |

- 1 Bảng xếp hạng vào ngày 28 tháng 1 năm 2019.

### Vận động viên khác
Đặc cách:
- Benjamin Bonzi /  Antoine Hoang
- Constant Lestienne /  Lucas Pouille

## Nhà vô địch

### Đơn
- Jo-Wilfried Tsonga đánh bại  Pierre-Hugues Herbert, 6–4, 6–2

### Đôi
- Ivan Dodig /  Édouard Roger-Vasselin đánh bại  Benjamin Bonzi /  Antoine Hoang, 6–3, 6–3